# Gastronomía de Gabón

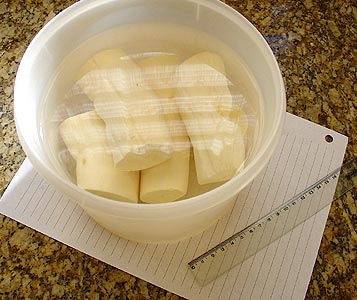
Raíz de yuca, pelada. La yuca es un alimento básico importante en Gabón

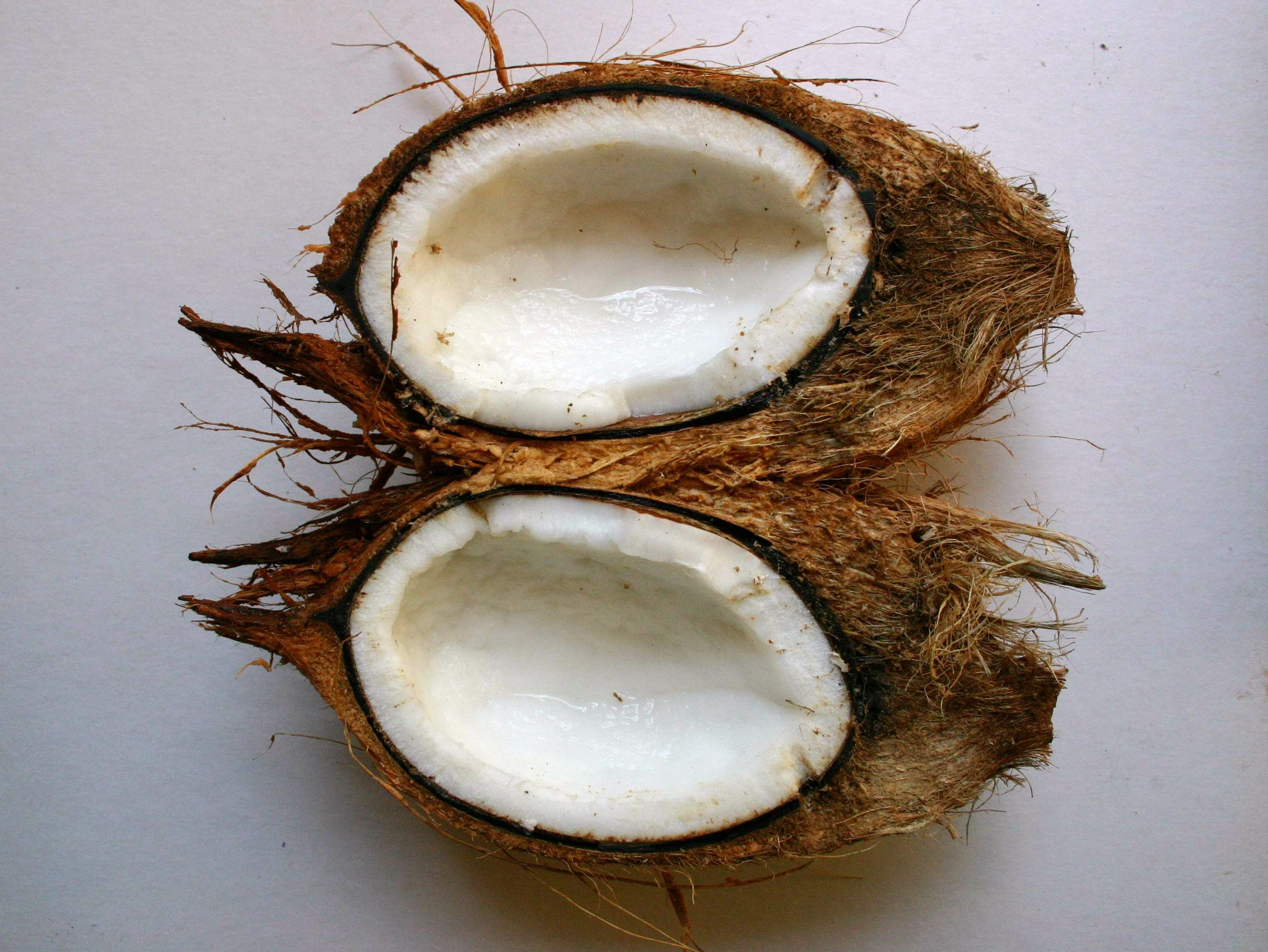
Un coco partido

La gastronomía gabonesa se refiere a las tradiciones culinarias, comidas y bebidas de Gabón, en la costa oeste de África Central. Se basa en las costumbres gastronómicas de las diferentes etnias del país, principalmente bantúes, como los fang, los mpongwe o los obamba. La cocina francesa tiene una influencia notable, especialmente en las grandes ciudades, pues fue el imperio que colonizó el área. Los alimentos básicos de la dieta gabonesa son los tubérculos, como la yuca y el ñame, así como el arroz. 

## Ingredientes
Las frutas consumidas por los gaboneses incluyen plátanos, papayas, guayabas, mangos, piñas, cocos y aguacate. Predominan los productos de la tierra como el maní, la yuca (tanto la raíz como las hojas), la berenjena africana, tomate, cebolla, maíz, los picantes (ajíes)... También los pescados y mariscos y la carne de aves de corral como pollo o pintada.
La carne de animales silvestres, obtenida mediante la caza, también es muy popular. Ello incluye antílope, jabalí, rata de palmiste, puercoespín, pangolín, serpiente, cocodrilo, mono... etc. En el pasado, la caza de elefantes podía proporcionar carne para toda una aldea y su reparto se regía bajo ciertos códigos de jerarquía.
A menudo se usan salsas, como la pasta berbere de pimiento rojo picante como ejemplo común.

## Comidas y platos comunes
- Atanga Dacryodes edulis, una fruta firme que se hierve y a menudo se usa para untar en el pan.[1] Atanga a veces se llama "mantequilla de arbusto".
- Beignet, es una masa frita, muy común.
- Brochetas
- Carnes secas, particularmente en zonas rurales
- Fufu, un plato hecho de yuca machacada
- Nyembwe, pollo con piñones
- Pollo a la mostaza con ajo, cebolla y jugo de limón
- Estofados de carne
- Chewies del Congo (originados en el Congo, servidos como postre)
- Mariscos
- Pescado ahumado
- Plátanos al horno, cubiertos con migas de pan y servidos con crema agria y azúcar morena
- Gari, harina de yuca preparada como papilla
- Plátanos enteros, machacados  y triturados